# Elaboración de soga en Cochrane y Bahía Murta
El trabajo de la Elaboración de Soga es un oficio tradicional de la Región de Aysén conocimiento que proviene tanto de la forma de vida de los pueblos originarios de la zona y posteriormente de la cultura gaucha. Este oficio se refiere a la elaboración de implementos con cuero de animales como vacunos, caballos y ovejas para el uso de piezas de laceo, amarre y transporte.

## Antecedentes históricos
El oficio no nace como herencia de padres a hijos necesariamente, más bien, a través de la observación de todos los integrantes de al familia quienes practican el trabajo. Por lo tanto, el aprendizaje se basa en el interés personal o en la estrecha relación con el trabajo ganadero.

## Materialidad
El oficio de soguero se realiza con cuero crudo principalmente del vacuno (vacas, toros y bueyes), y de manera particular, con cuero de equino (yegua, caballo y potros).
Acceden a los cueros en mataderos quienes trabajan sin dañarlo.
La materia prima del oficio va condicionada por la especie, sus condiciones físicas o por su anatomía.